# Militär allians

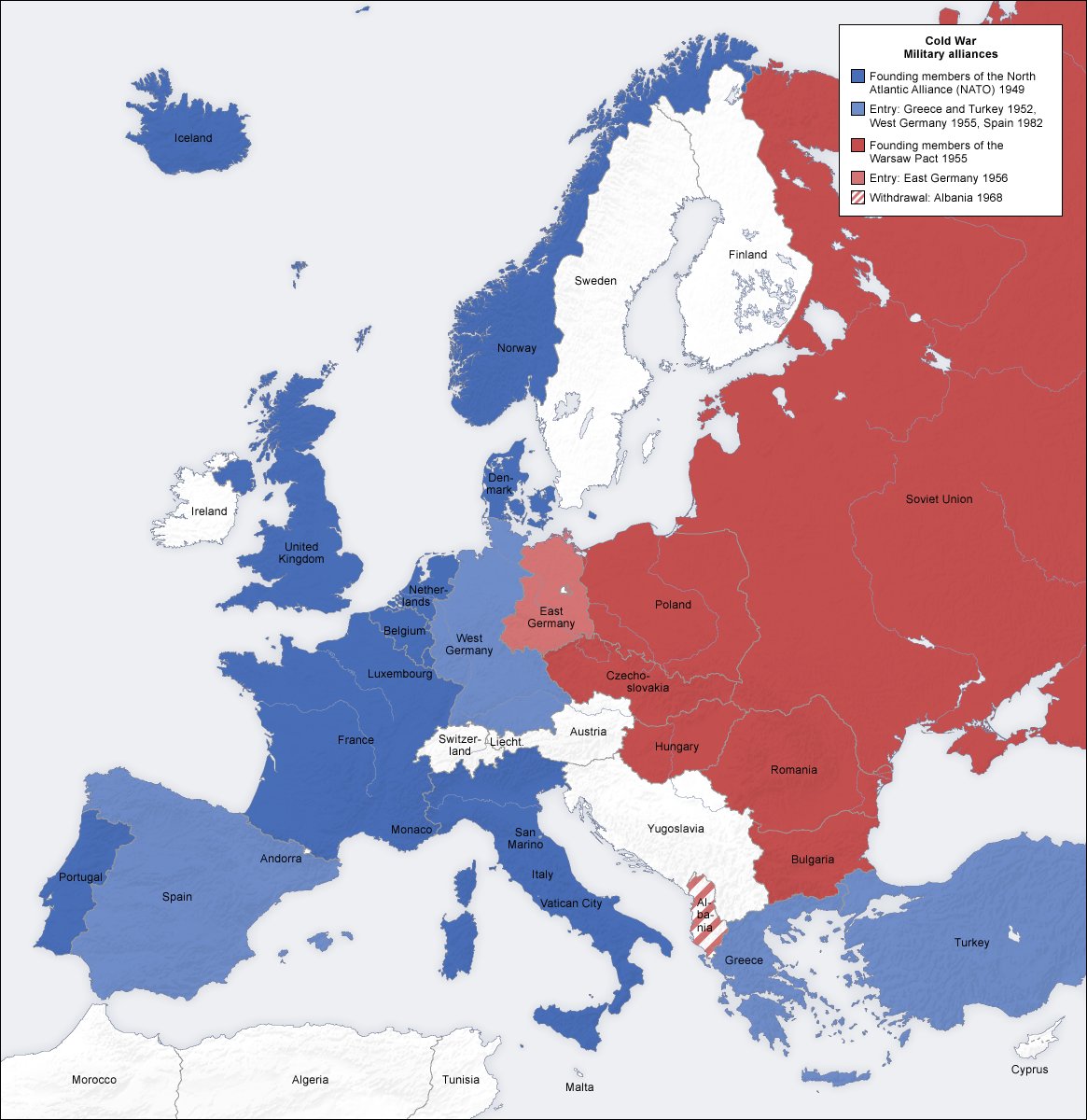
Kalla krigets två rivaliserande militärallianser: Nato och Warsawapakten

En militär allians är en långsiktig och formellt ingången allians, som åtminstone som en del av ett större mellanstatligt samarbete även innefattar ömsesidiga försvarsförpliktelser. Åtagandena kan vara av skiftande art, och som i fallet VSB inte lägger samma förpliktelser på alla parter. Rena protektorat räknas däremot inte.

## Lista över militärallianser

### Nutida allianser
- Alliansen mellan USA och Japan
- Nato
- Shanghai Co-operation Organisation

### 1900-talet
- ANZUS
- Axelmakterna
- Centralmakterna
- De allierade under andra världskriget
- Ententen
- SEATO
- Warszawapakten
- VEU - Västeuropeiska unionen
- VSB - Pakten mellan Sovjetunionen och Finland

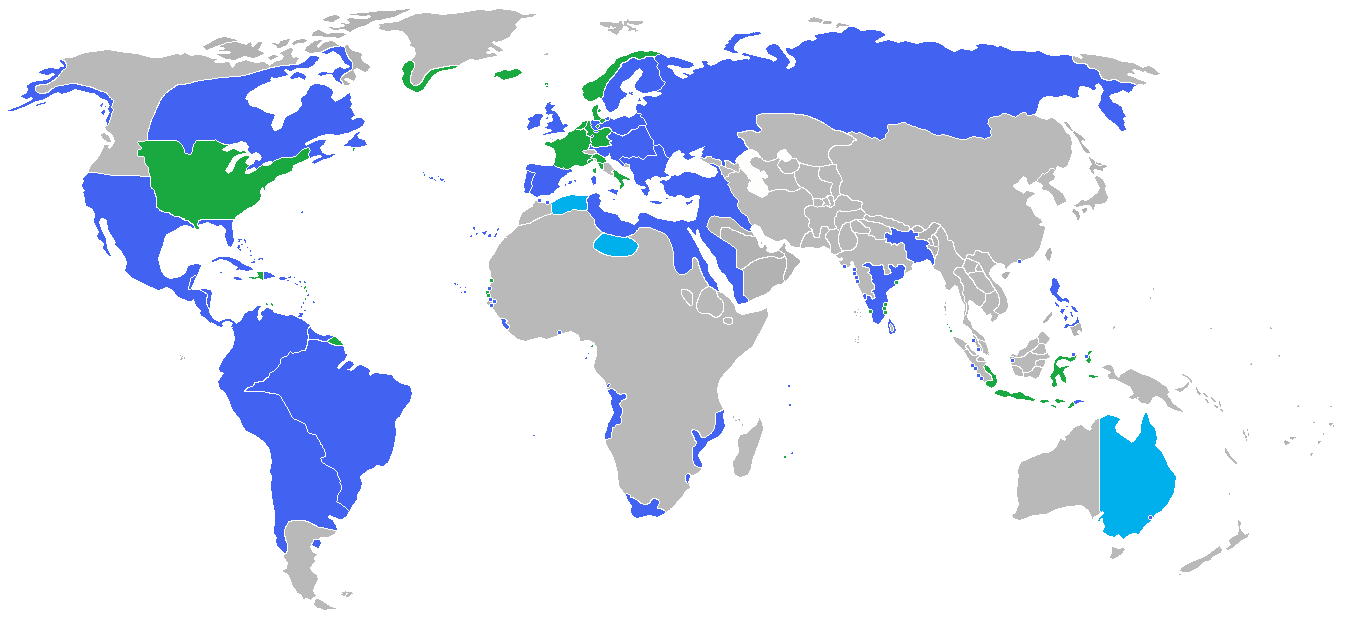
Allianser under Napoleonkrigen.
Koalitionen med kolonier
Franska kejsardömet med skyddsstater och allierade

### Tidigmodern tid
- Trippelalliansen
- Första till sjunde koalitionen under franska revolutionskrigen och Napoleonkrigen
- Evangeliska unionen
- Katolska ligan
- Heliga ligan

### Medeltiden
- Militärallianser under reconquistan, korstågen och det muslimska heliga kriget.
- Militärallianser under Hundraårskriget.

### Antika allianser
- Attiska förbundet
- Latinska förbundet